# Корто, Жан-Пьер
Жан-Пьер Корто́ (фр. Jean-Pierre Cortot; 20 августа 1787, Париж, Франция — 12 августа 1843, Париж, Франция) — французский скульптор.

## Биография
Корто родился в Париже. Закончил парижскую Национальную высшую школу изящных искусств. В 1809 году был награждён Римской премией и получил возможность отправиться в Рим, где поселился на вилле Медичи и работал с 1810 по 1813 годы.
Корто работал в академическом стиле неоклассицизма второй половины XVIII века, строго следуя греко-римской традиции. К концу жизни его искусство стало приобретать более романтическое выражение.
В 1825 году Корто стал членом Академии изящных искусств и был назначен преподавателем в Школе, как преемник Шарля Дюпати. В 1841 году он был награждён орденом Почётного легиона.
Среди его учеников были Жозеф-Мариус Рамю, Жан-Жак Фешер, Пьер-Шарль Симар, Жан-Огюст Барр и анималист Пьер Луи Руйяр.
Корто умер в Париже и был похоронен на знаменитом кладбище Пер-Лашез. Его именем названа улица на Монмартре.

## Творчество

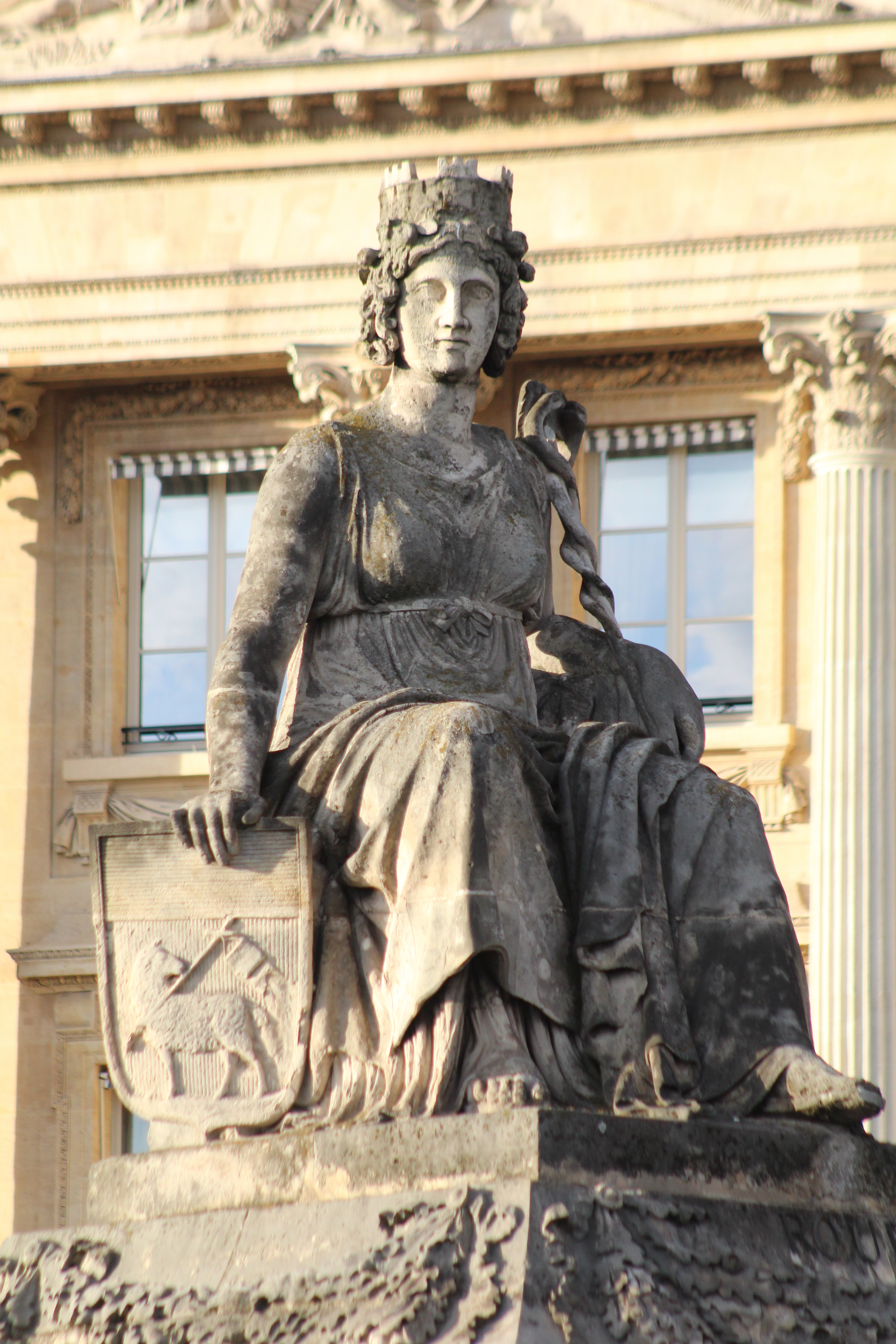
Статуя «Руан» на площади Согласия в Париже

Одна из самых известных и величественных скульптур Корто — это скульптура «Руан» в Париже. Она расположена на площади Согласия и дополняет скульптурную группу, состоящую из восьми скульптур, каждая из которых символизирует крупные города Франции. Сама скульптура представляет собой женщину, величественно восседающую на троне.
Ещё одна из известных работ Корто — скульптура «Триумф 1810 года», которая изображает мир у ног императора. Она расположена на Триумфальной арке в Париже со стороны Елисейских Полей в 8-м округе на площади Шарля де Голля, возведённой в 1806—1836 годах архитектором Жаном Шальгреном по распоряжению Наполеона в ознаменование побед его «Великой армии».